# Bahnhof Ealing Broadway

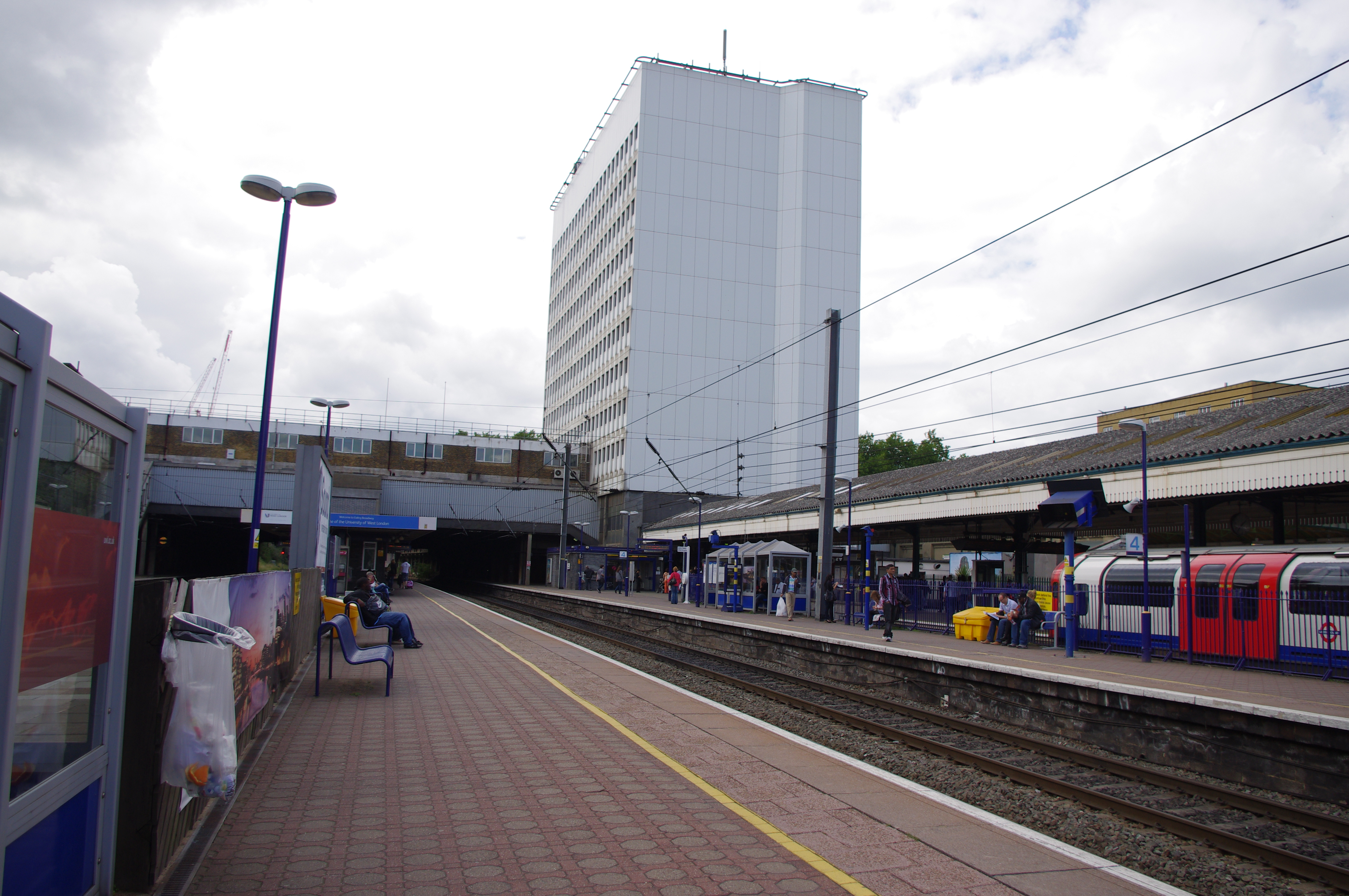
Blick auf die Bahnsteige

Der Bahnhof Ealing Broadway ist ein bedeutender Bahnhof westlich des Stadtzentrums von London im Stadtbezirk London Borough of Ealing. Er liegt in der Tarifzone 3 und dient zusätzlich als Endstation von zwei Linien der London Underground. Im Jahr 2016 nutzten 18,60 Millionen U-Bahn-Fahrgäste den Bahnhof, hinzu kommen weitere 6,373 Millionen Fahrgäste der Eisenbahn.
Die neungleisige Anlage liegt an der Great Western Main Line, der Hauptstrecke von Paddington in den Westen Englands. An der Nordseite enden die Gleise der Central Line und der District Line stumpf. Vorortszüge der Gesellschaft Great Western Railway verkehren von Paddington aus über Ealing Broadway nach Greenford, Reading und Oxford. Außerdem hält hier der Heathrow Connect zum Flughafen London Heathrow.

## Geschichte

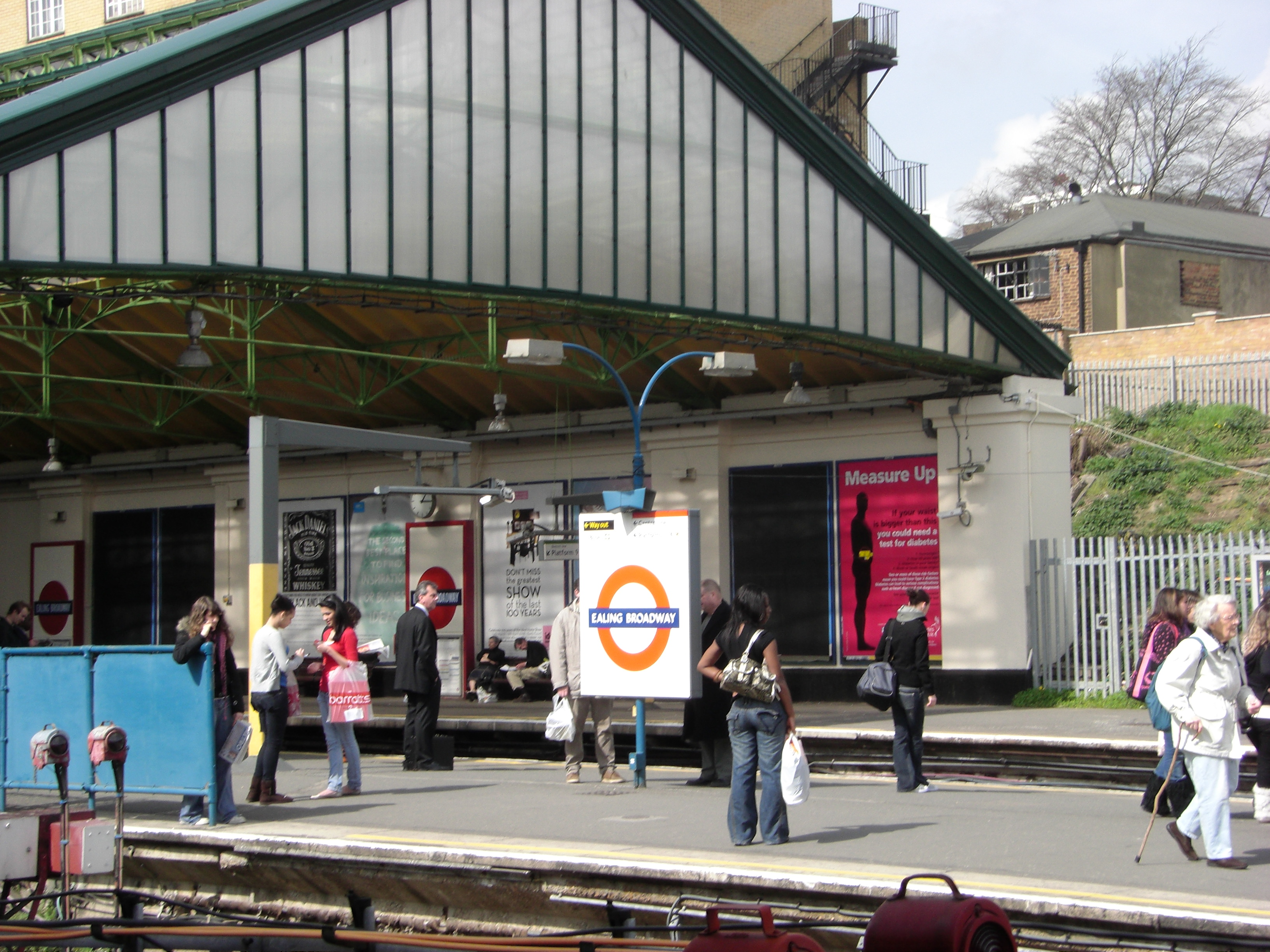
U-Bahn-Teil des Bahnhofs

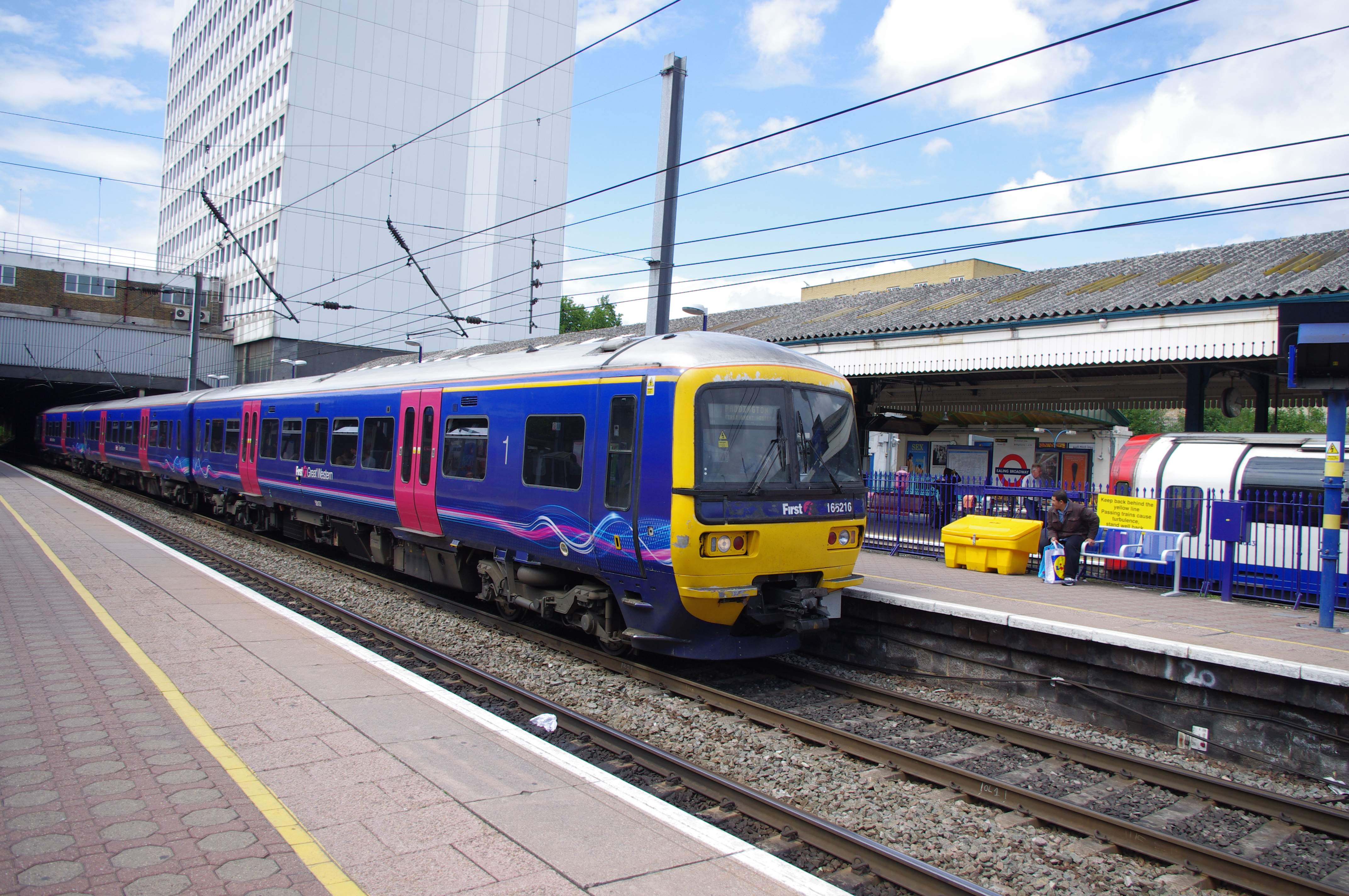
Schnellzug von Great Western

Die Great Western Railway (GWR) eröffnete am 6. April 1838 zwischen Paddington und Taplow den ersten Abschnitt ihrer Stammstrecke, der Bahnhof Ealing folgte am 1. Dezember desselben Jahres. 1875 folge die Umbenennung in Ealing Broadway. Am 1. Juli 1879 erreichte auch die Metropolitan District Railway (MDR, Vorgängergesellschaft der District Line) Ealing Broadway von Turnham Green aus. Die MDR errichtete ein eigenes Bahnhofsgebäude und separate Bahnsteige nördlich der GWR-Anlagen. Vom 1. März 1883 bis zum 30. September 1885 verkehrten die MDR-Züge weiter über Slough bis nach Windsor.
Zwei Jahre nach der Elektrifizierung der Hauptstrecke der District Line nach Uxbridge im Jahr 1903 wurde am 1. Juli 1905 auch der kurze Abschnitt nach Ealing Broadway elektrifiziert. Zwischen 1907 und 1916 ersetzte die MDR ihr ursprüngliches Bahnhofsgebäude durch einen Neubau. Vor dem Ersten Weltkrieg plante die GWR den Bau einer Strecke zwischen Ealing und Shepherd’s Bush, um eine Verbindung zur West London Line herzustellen. Den Personenverkehr sollte die Central London Railway (CLR, heutige Central Line) übernehmen. Die CLR nahm den Betrieb auf der neuen Strecke zwischen Wood Lane und Ealing am 3. August 1920 auf.
Die ursprünglich voneinander unabhängigen Gesellschaften MDR und CLR gehörten ab 1920 zur Holdinggesellschaft Underground Electric Railways Company of London (UERL). Dennoch hielten die CLR-Züge im GWR-Bahnhof an eigens dafür errichteten neuen Bahnsteigen. Der Bahnhof der GWR wurde 1961 abgerissen und durch einen Neubau aus Beton ersetzt, der außer Läden und der Schalterhalle auch ein Bürohochhaus umfasst. Der alte MDR-Bahnhof steht noch heute, darin befinden sich heute mehrere Läden. Im 2022 werden Crossrail-Züge auf der Elisabeth Line ihren Betrieb aufnehmen.